# Неотропические совы
Неотропические совы, или очковые совы (лат. Pulsatrix) — род птиц семейства совиных. Ранее включался в род неясыти (Strix).
Одни из немногих контрастно и сравнительно ярко окрашенных сов. Крупные и среднего размера птицы без перьевых ушей. Лицевой диск бледноватый. Глаза большие, цвет варьируется от оранжево-желтого до черновато-коричневого. Когти мощные.
Обитают в лесах Центральной и Южной Америки.

## Список видов
В состав рода включают три вида:
- Pulsatrix koeniswaldiana — Белогорлая неотропическая сова
- Pulsatrix melanota — Рыжеполосая неотропическая сова
- Pulsatrix perspicillata — Очковая неотропическая сова